# Søre Osen
Søre Osen is een plaats in de Noorse gemeente Trysil in fylke Innlandet. Het dorpje ligt in het westen van de gemeente aan de Osensjøen een meer dat deel uitmaakt van het stroomgebied van de Glomma. Søre Osen heeft een kerk uit 1882.